# Chéquia nos Jogos Olímpicos de Inverno de 2022
Chéquia participou dos Jogos Olímpicos de Inverno de 2022, realizados em Pequim, na China.
Foi a oitava aparição do país em Olimpíadas de Inverno. Foi representado por 114 atletas, sendo 59 homens e 55 mulheres.

## Competidores
| Esporte                                | Masculino | Feminino | Total |
| -------------------------------------- | --------- | -------- | ----- |
| Biatlo                                 | 5         | 5        | 10    |
| Bobsleigh                              | 4         | 0        | 4     |
| Combinado nórdico                      | 4         | —        | 4     |
| Curling                                | 1         | 1        | 2     |
| Esqui alpino                           | 2         | 6        | 8     |
| Esqui cross-country                    | 6         | 5        | 11    |
| Esqui estilo livre                     | 0         | 1        | 1     |
| Hóquei no gelo                         | 25        | 23       | 48    |
| Luge                                   | 3         | 1        | 4     |
| Patinação artística                    | 3         | 3        | 6     |
| Patinação de velocidade                | 0         | 2        | 2     |
| Patinação de velocidade em pista curta | 0         | 1        | 1     |
| Salto de esqui                         | 5         | 3        | 8     |
| Skeleton                               | 0         | 1        | 1     |
| Snowboard                              | 1         | 4        | 5     |
| Total                                  | 59        | 55       | 114   |

## Medalhas
Estes foram os medalhistas desta edição:
| Atleta            | Esporte                 | Evento                           | Medalha |
| ----------------- | ----------------------- | -------------------------------- | ------- |
| Ester Ledecká     | Snowboard               | Slalom gigante paralelo feminino | Ouro    |
| Martina Sáblíková | Patinação de velocidade | 5000 m feminino                  | Bronze  |

## Desempenho

### Biatlo
Masculino
Feminino

### Bobsleigh
Masculino

### Combinado nórdico
Masculino

### Curling
Masculino
Feminino

### Esqui alpino
Masculino
Feminino

### Esqui cross-country
Masculino
Feminino

### Esqui estilo livre
Feminino

### Hóquei no gelo
Masculino
Feminino

### Luge
Masculino
Feminino

### Patinação artística
Masculino
Feminino

### Patinação de velocidade
Feminino

### Patinação de velocidade em pista curta
Feminino

### Salto de esqui
Masculino
Feminino

### Skeleton
Feminino

### Snowboard
Masculino
Feminino
Legenda
| Recorde mundial      | Recorde mundial (World record)               |                       | Recorde africano                      | Recorde africano (African) |                                           | Q | Classificado por posição (Qualified) |
| Recorde olímpico     | Recorde olímpico (Olympic record)            | Recorde da América    | Recorde da América (Americas)         | q                          | Classificado por melhor tempo (Qualified) |   |                                      |
| Melhor marca do ano  | Melhor marca do ano (World leading)          | Recorde asiático      | Recorde asiático (Asian)              | DNS                        | Não largou (Did not start)                |   |                                      |
| Recorde nacional     | Recorde nacional (National record)           | Recorde europeu       | Recorde europeu (European)            | DNF                        | Não terminou (Did not finish)             |   |                                      |
| Recorde pessoal      | Recorde pessoal do atleta (Personal best)    | Recorde da Oceania    | Recorde da Oceania (Oceania)          | DSQ / DQ                   | Desclassificado (Disqualified)            |   |                                      |
| Recorde da temporada | Recorde da temporada do atleta (Season best) | Recorde sul-americano | Recorde sul-americano (South America) | NM                         | Sem marca (No mark)                       |   |                                      |